# Toute nudité sera châtiée
Pour plus de détails, voir Fiche technique et Distribution.
Toute nudité sera châtiée (Toda Nudez Será Castigada) est un film brésilien réalisé par Arnaldo Jabor, sorti en 1973. C'est l'adaptation de la pièce du même nom écrite par Nelson Rodrigues.
Le film est présenté en sélection officielle à la Berlinale 1973 où il remporte un Ours d'argent. En novembre 2015, le film est inclus dans la liste établie par l'Association brésilienne des critiques de cinéma (Abraccine) des 100 meilleurs films brésiliens de tous les temps.

## Synopsis
Après la mort de sa femme, Herculano fréquente Geni, une prostituée.

## Fiche technique
- Titre original : Toda Nudez Será Castigada
- Titre français : Toute nudité sera châtiée
- Réalisation : Arnaldo Jabor
- Scénario : Arnaldo Jabor d'après Nelson Rodrigues
- Pays d'origine : Brésil
- Format : Couleurs - 35 mm - Mono
- Genre : drame
- Durée : 102 minutes
- Date de sortie : 1973

## Distribution
- Paulo Porto : Herculano
- Darlene Glória : Geni
- Paulo César Peréio : Patrício
- Paulo Sacks : Serginho
- Elza Gomes : tante
- Isabel Ribeiro : jeune tante
- Henriqueta Brieba : tante qui porte des lunettes